# 智慧家庭
智慧家庭，或称智能家庭、智能家居（英語：smart home），指建築自動化的家庭，而家庭自动化（英語：或）则指实现智慧家庭的过程。家庭自動化系統可以监控和/或控制燈光、窗戶、溫濕度等家庭设置，还可能可以控制家庭出入和触发警報器以保护家庭。家庭設備会在接连網際網路后成为物联网中的重要部分。
典型的家庭自動化系統会连接至智慧家庭中心（或称网关）。这允许人们使用使用者介面控制家庭自動化系統，这个使用者介面可能会是牆壁上的終端、智慧型手機、個人電腦或者是通过网路遠端存取的網頁介面。
家庭自动化目前还存在一些问题，例如空间严重碎片化、缺乏标准化的安全措施，以及会在没有向下兼容性的情况下弃用旧设备。
2013年，家庭自動化的市場市值約57.7億美元，預測市场市值將在2020年達128.1億美元。

## 應用以及技術
据利等人称，智慧家庭分为三代：第一代是具有代理伺服器無線技術的家庭，例如ZigBee；第二代是人工智能控制電子設備的家庭，例如Amazon Echo、Apple Homepod、Google Home、小米AI音箱（小爱同学）、小度音箱、天猫精灵；第三代则是带有能與人類互動的機器人夥伴的家庭，例如Robot Rovio、Roomba。

## 市场
目前世界上最多使用者的平台分別為Amazon的Alexa，Google的Google Home與Apple的Homekit。為解決智慧家庭空间碎片化的問題，Google與Amazon、Apple和Zigbee共同推出了「Project Connected Home over IP」計劃。

## 评价

### 正面评价
家庭自動化主要有三個優點：
- 減少對環境的影響：智慧家庭能通過控制窗戶的擺設，利用自然光、通風或遮蔭，確保需要電力和光時才啟用系統，減少能源和水的使用；
- 改善生活質量：智慧家庭提供適當的暖氣、製冷、照明和澆水；
- 在智能家居中使用自動化系統，可以節省電費和水費，提供可持續的室內環境。[6]。

### 负面评价
雖然目前有很多競爭廠商，然而智慧家庭卻沒有多少世界共通的工業標準，其空間嚴重碎片化。製造商有時會透過扣留文件以及訴訟來阻止獨立的實作。